# لینا نیلسن
لینا نیلسن (انگلیسی: Lina Nielsen؛ زادهٔ ۱۳ مارس ۱۹۹۶) دونده سرعت زن اهل بریتانیا است.